# Trois-Fonds
Trois-Fonds is een gemeente in het Franse departement Creuse (regio Nouvelle-Aquitaine) en telt 117 inwoners (2009). De plaats maakt deel uit van het arrondissement Guéret.

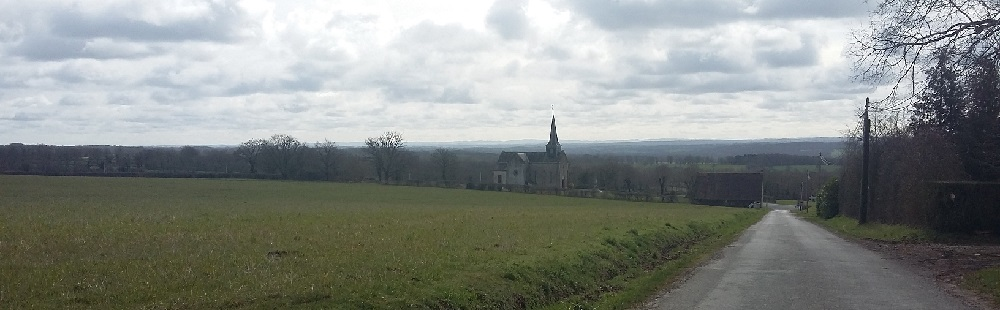
Landschap en kerk Trois-Fonds

## Geografie
De oppervlakte van Trois-Fonds bedraagt 9,4 km², de bevolkingsdichtheid is dus 12,4 inwoners per km².

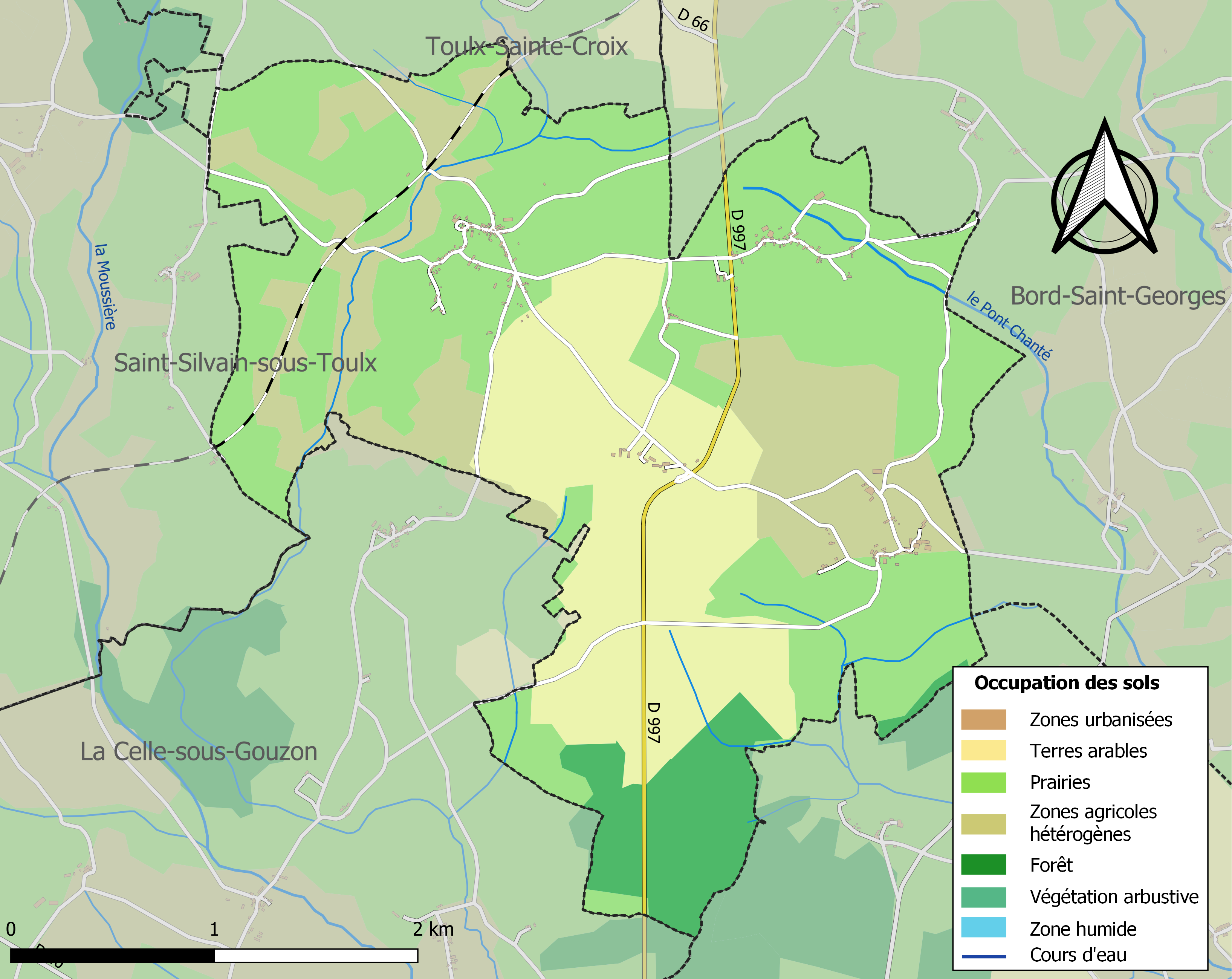
Kaart van de gemeente met de belangrijkste infrastructuur, bodemgebruik en omliggende gemeenten

## Demografie
Onderstaande figuur toont het verloop van het inwonertal (bron: INSEE-tellingen).

1. ↑  Populations de référence 2022.